# Annedalsbiografen
Annedals-Biografen, biograf på Övre Husargatan 16 i Göteborg som öppnade 15 februari 1907 och antagligen stängde innan årets slut, sista dokumenterade verksamhet var i november. Ägare var Sven Svensson.